# Skytte vid olympiska sommarspelen 1908
Skytte vid olympiska sommarspelen 1908 i London innehöll 15 skytteklasser. De flesta klasserna hölls i Bisley, Surrey medan trapskjutningsklasserna hölls i Uxendon.

## Medaljfördelning
| Klass                                       | Guld                                                                                              | Silver | Brons                                                                                                |
| 1000 yard frigevär Detaljer...              | Joshua Millner Storbritannien                                                                     | Kellogg Casey USA                                                                                                 | Maurice Blood Storbritannien                                                                         |
| 300 m frigevär Detaljer...                  | Albert Helgerud Norge                                                                             | Harry Simon USA                                                                                                   | Ole Sæther Norge                                                                                     |
| 300 m frigevär, lag Detaljer...             | Norge Julius Braathe Albert Helgerud Einar Liberg Olaf Sæther Ole Sæther Gudbrand Skatteboe       | Sverige Per-Olof Arvidsson Janne Gustafsson Axel Jansson Gustav Adolf Jonsson Claës Rundberg Gustav Adolf Sjöberg | Frankrike Eugène Balme Raoul de Boigne Albert Courquin Léon Johnson Maurice Lecoq André Parmentier   |
| Armégevär, lag Detaljer...                  | USA Charles Benedict Kellogg Casey Ivan Eastman William Leuschner William Martin Charles Winder   | Storbritannien Arthur Fulton John Martin Harcourt Ommundsen William Padgett Philip Richardson Fleetwood Varley    | Kanada Charles Crowe William Eastcott Harry Kerr Dugald McInnis William Smith Bruce Williams         |
| Miniatyrgevär, liggande Detaljer...         | Arthur Carnell Storbritannien                                                                     | Harold Humby Storbritannien                                                                                       | George Barnes Storbritannien                                                                         |
| Miniatyrgevär, rörliga mål Detaljer...      | John Fleming Storbritannien                                                                       | Maurice Matthews Storbritannien                                                                                   | William Marsden Storbritannien                                                                       |
| Miniatyrgevär, försvinnande mål Detaljer... | William Styles Storbritannien                                                                     | Harold Hawkins Storbritannien                                                                                     | Edward Amoore Storbritannien                                                                         |
| Miniatyrgevär, lag Detaljer...              | Storbritannien Edward Amoore Harold Humby Maurice Matthews William Pimm                           | Sverige Eric Carlberg Wilhelm Carlberg Hübner von Holst Frans Albert Schartau                                     | Frankrike Henri Bonnefoy Paul Colas Léon Lécuyer André Regaud                                        |
| Löpande hjort, enkelskott Detaljer...       | Oscar Swahn Sverige                                                                               | Ted Ranken Storbritannien                                                                                         | Alexander Rogers Storbritannien                                                                      |
| Löpande hjort, dubbelskott Detaljer...      | Walter Winans USA                                                                                 | Ted Ranken Storbritannien                                                                                         | Oscar Swahn Sverige                                                                                  |
| Löpande hjort, enkelskott, lag Detaljer...  | Sverige Arvid Knöppel Ernst Rosell Alfred Swahn Oscar Swahn                                       | Storbritannien Walter Ellicott William Russell Lane-Joynt Charles Nix Ted Ranken                                  | ingen medaljör                                                                                       |
| 50 yard fripistol Detaljer...               | Paul Van Asbroeck Belgien                                                                         | Réginald Storms Belgien                                                                                           | James Gorman USA                                                                                     |
| 50 yard fripistol, lag Detaljer...          | USA Charles Axtell Irving Calkins John Dietz James Gorman                                         | Belgien René Englebert Charles Paumier du Verger Réginald Storms Paul Van Asbroeck                                | Storbritannien Geoffrey Coles Walter Ellicott Henry Lynch-Staunton Jesse Wallingford                 |
| Trap Detaljer...                            | Walter Ewing Kanada                                                                               | George Beattie Kanada                                                                                             | Alexander Maunder Storbritannien Anastasios Metaxas Grekland                                         |
| Trap, lag Detaljer...                       | Storbritannien Percy Easte Alexander Maunder Frederic Moore Charles Palmer John Pike John Postans | Kanada George Beattie Walter Ewing Mylie Fletcher Donald McMackon George Vivian Arthur Westover                   | Storbritannien John Butt Harold Creasey Richard Hutton William Morris Gerald Skinner George Whitaker |